# Station Kings Langley
Kings Langley is een spoorwegstation van National Rail in Kings Langley, Three Rivers in Engeland. Het station is eigendom van Network Rail en wordt beheerd door West Midland Trains. Het station is geopend in 1839.